# Општина Ивањица
Општина Ивањица се налази у Моравичком управном округу, на југозападу Србије. По површини је једна од највећих општина у Србији. са површином 1.090 km2, од чега је половина под шумама. Седиште општине је градско насеље Ивањица.
Општина има 18 месних заједница, највећа по површини је Остатија, (112 km2), док је по броју становника највећа Ивањица. Према коначним подацима са последњег пописа 2022. године у општини је живело 27.751 становник (према попису из 2011. било је 31.963 становника).

## Културно-историјски споменици
Од културно-историјских споменика посебно се истиче Црква Св. Цара Константина и Царице Јелене из 1836. године, затим Јеремића кућа, најстарија сачувана зграда у Ивањици, једна је од 12 које нису изгореле у великом пожару 1846. године, као симбол Ивањице, Електрична централа „Моравица” из 1911. године, пета у Србији, још увек у функцији,, осветљава градски парк, која користи водопад, симбол је града Ивањице и истовремено музеј. Споменик револуцији, у центру Ивањице, у виду мозаика, дело Ђорђа Андрејевића Куна, као и споменик Дражи Михаиловићу подигнут 2003. године, поред кога се налази Кушића хан, у новије време назван „Чичин дом”, са музејом и библиотеком.
Камени мост на реци Моравици из 1906. године, највећи једнолучни мост на Балкану, на Јаворско—Драгачевском путу. Палибрчко гробље, где се верује да је сахрањен Бошко Југовић (Косовски јунак), са црквом Лазарицом, налази се на брду изнад Ивањице, затим, Манастир Ковиље из 13. века, удаљен 25 km од Ивањице, у селу Смиљевац, изграђен у стени и српски православни Манастир Придворица у истоименом селу, типичан представник средњовековне архитектонске рашке школе. На планини Јавор налази се споменик Мајору Илићу из првог ослободилачког рата 1876. године, подигнут 1907. године.

## Сеоски туризам
У оквиру сеоског туризма, посебно се истичу село Катићи, надомак планине Мучањ на 1.000 мнв, које је 2000. године проглашено ваздушном бањом, Међуречје, на обронцима Голије, са рекама Моравица и Ношница, Лиса у чијој се близини налази Хаџи Проданова пећина, Кушићи, на обронцима Јавора и Девићи.
У Ивањици постоји Туристичка организација Ивањица.

## Знамените личности
Знамените личности рођене у општини Ивањица:
- Владика Јања (1804—1873) рођен у засеоку Миланџа[8] у Опаљенику[9]
- Стеван Р. Поповић (1841—1902) рођен у Ивањици, правник и економиста, професор Велике школе, начелник и министар Министарства народне привреде, државни саветник и сенатор[8]
- Светислав Вуловић (1847—1898) рођен у Ивањици, српски књижевни и позоришни критичар, историчар књижевности, ректор Велике школе и академик[8]
- Кирило Савић (1874—1934) рођен у Ивањици, професор Техничког факултета у Београду, а затим начелник Управе за грађење железница[8]
- Недељко Кошанин (1874—1934) рођен у Ивањици, ботаничар, професор, редовни члан Српске краљевске академије, који је испитивао настанак и порекло Дајићког језера на Голији, заједно са Јосифом Панчићем и Јованом Цвијићем[8]
- Војислав Новичић (1886—1917) рођен у Ивањици, ваздухопловни поднаредник — пилот, шести српски школовани пилот[8]
- Душан Пурић (1893—1914) потпуковник, постхумно пуковник српске војске, командант Четвртог пука, погинуо у борби прса у прса на Мачковом Камену[8]
- Драгољуб Дража Михаиловић (1893—1946) , рођен у Ивањици, официр Српске војске у Балканским ратовима и Првом светском рату,[8] армијски генерал и начелник штаба Врховне команде Југословенске војске у Отаџбини
- Бранислав Станојевић (1893—1967) рођен у Ивањици, лекар специјалиста интерне медицине, професор Медицинског факултета у Београду[8]
- Милинко Кушић (1912—1943) рођен у селу Свештица[8] политички комесар Четврте крајишке дивизије и народни херој Југославије
- Петар Стамболић (1912—2007) рођен у селу Брезова[8], учесник Народноослободилачке борбе, српски политичар у СФРЈ и СР Србији, јунак социјалистичког рада и народни херој Југославије
- Србољуб Кривокућа (1928—2003), рођен у Ивањици, југословенски фудбалер — репрезентативац и тренер
- Момчило М. Ристић (1929—2003) рођен у Мрчајевцима, члан Српске академије наука и уметности, професор Универзитета у Београду, стручњак из области науке о материјалима и оснивач Београдске школе синтеровања[а]
- Недељко Парезановић рођен 1932 у Ивањици, српски математичар и информатичар, професор Универзитета у Београду и члан Научног друштва Србије[8]
- Иван Стамболић (1936—2000) рођен у селу Брезова[8], српски политичар, високи функционер Савеза комуниста Србије и председник Председништва Србије у доба СФРЈ.
- Ђорђе Милосављевић рођен 1969 рођен у Ивањици, драматург, сценариста и редитељ. Аутор сценарија за филмове као што су „Точкови“, „Небеска удица“ и „Апсолутних сто“[8]
- Рајко Ст. Мићић (1868-1947) рођен у Рашчићима. Био је школски надзорник, референт Министарства Просвете и Министар у влади Косте Куманудија. Аутор више историјско-просветних књига. Носилац Албанске Споменице и Ордена Црвеног Крста. Функционер Соколског Покрета (Београд 3) и Црвеног Крста Србије.[8]

## Демографија
Према попису из 2011. било је 31.963 становника, док је према коначним резултатима пописа из 2022. било 27.751 становник.
|             | \| Демографија[3] \| Демографија[3] \| Демографија[3] \| \| Година \| Становника \| Становника \| \| -------------- \| -------------- \| -------------- \| \| 1948. \| 37.891 \| \| \| 1953. \| 40.258 \| \| \| 1961. \| 40.526 \| \| \| 1971. \| 39.233 \| \| \| 1981. \| 37.887 \| \| \| 1991. \| 36.686 \| \| \| 2002. \| 35.445 \| \| \| 2011. \| 31.963 \| \| \| 2022. \| 27.751 \| \| |            |
| Демографија | |            |
| Година      | Становника | Становника |
| 1948.       | 37.891 |            |
| 1953.       | 40.258 |            |
| 1961.       | 40.526 |            |
| 1971.       | 39.233 |            |
| 1981.       | 37.887 |            |
| 1991.       | 36.686 |            |
| 2002.       | 35.445 |            |
| 2011.       | 31.963 |            |
| 2022.       | 27.751 |            |

## Локална самоуправа

### Председник општине
Након Другог светског рата до данас функцију председника општине Ивањица обављало је укупно осамнаест особа.
- Новица Брадић (1945–1956)
- Алексије Поповић (1956–1960)
- Славко Кушић (1964–1968)
- Антоније Дамњановић (1968–1970)
- Миодраг Петровић (1970–1976)
- Петар Рацић (1978–1982)
- Милорад Парезановић (1982–1986)
- Сретен Богдановић (1986–1989)
- Срећко Гавровић (1989)
- Драган Видаковић (1989–1992)
- Миломир Зорић (1992–1996, 2004–2008, 2012–2016)
- Славомир Секулић (1996–2000)
- Милован Марковић (2000–2004)
- Радослав Секулић (2008–2009)
- Радомир Ристић (2009–2012)
- Зоран Лазовић (2016–2020)
- Момчило Митровић (2020–2024)
- Александар Митровић (2024–)[12]